# Golf na Igrzyskach Pacyfiku 2007
Golf na Igrzyskach Pacyfiku 2007 odbywał się w 2007 roku w Apii.

## Kobiety

### Indywidualnie
| Lp. | Państwo            | Zawodniczka      |
| --- | ------------------ | ---------------- |
| 1.  | Samoa Amerykańskie | Cristine Drabble |
| 2.  | Nowa Kaledonia     | Priscilla Gracia |
| 3.  | Samoa              | Aileen Niualuga  |

### Drużynowo
| Lp. | Państwo        | Zawodniczki                                                                      |
| --- | -------------- | -------------------------------------------------------------------------------- |
| 1.  | Nowa Kaledonia | Emeline Mardelaine Vaea Frogier Charlotte Navarro Priscilla Gracia               |
| 2.  | Samoa          | Senetima Leavaiseeta Leleaga Maria Meredith Aileen Niulagi Bronwyn Tavita Sesega |
| 3.  | Fidżi          | Saivora Lenz Gye Oh Selai Pridgeon Kelera Watling                                |

## Mężczyźni

### Indywidualnie
| Lp. | Państwo             | Zawodnik       |
| --- | ------------------- | -------------- |
| 1.  | Polinezja Francuska | Vaite Guilame  |
| 2.  | Samoa               | Malase Maifa   |
| 3.  | Samoa               | Otoane Faaliga |

### Drużynowo
| Lp. | Państwo             | Zawodnicy                                                          |
| --- | ------------------- | ------------------------------------------------------------------ |
| 1.  | Samoa               | Pulou Faaaliga Otane Faatupu Malase Maifea Vaai Tusa               |
| 2.  | Nowa Kaledonia      | Margan Dufour Gianni Sacilotto Adrien Peres Jean-Max Ho            |
| 3.  | Polinezja Francuska | Manarii Gauthier Vaita Guillaume Heimoana Sailhac Matahiapo Wohler |